# Biebersteinia multifida
Biebersteinia multifida, jredna od četiri vrste biljaka u porodici Biebersteiniaceae. Raširena je na području srednje i zapadne Azije, u Iranu, Turskoj, Afganistanu, Armeniji, Kazakstanu, Turkmenistanu, Kirgistanu, Tadžikistanu, Uzbekistanu, Azerbajdžanu, Libanonu, Jordanu, Iraku, Izraelu.
Ljekovita je biljka, njezin korijen koristi za liječenje mišićno-koštanih poremećaja u narodnoj medicini, a ima i protuupalno i analgetsko djelovanje.

## Vanjske poveznice
- Essential Oil Composition of Biebersteinia multifida DC. (Biebersteiniaceae) from Iran
- Coumarin compounds of Biebersteinia multifida roots show potential anxiolytic effects in mice